# دانشکده فنی کاسپین
دانشکدهٔ فنی کاسپین، نام یکی از یازده دانشکدهٔ دانشکدگان فنی دانشگاه تهران است که به مساحت ۴٫۵ هکتار بازیر بنای ۱۱۰۰۰ متر مربع در ضلع جنوبی شهرک ولیعصر چوکا واقع در شهرستان رضوانشهر، استان گیلان و در جوار کارخانهٔ صنایع چوب و کاغذ ایران (چوکا) بنیان‌گذاری شده است. ساختمان دانشکده فنی کاسپین در یک طبقه طراحی شده است تا ضمن ایجاد هماهنگی با محیط اطراف، امکان گسترش مقطعی آن در بخش‌ها و جهات مختلف باشد. دانشکدهٔ فنی کاسپین دارای امکانات کم‌نظیر در حوزهٔ آموزش و پژوهش در شاخه‌های مهندسی شیمی، مهندسی پلیمر و مهندسی مکانیک بوده و تنها از طریق کنکور سراسری از میان متقاضیان برتر دانشجو می‌پذیرد. فضایی آرام و اقلیم خوش آب و هوای رضوانشهر گیلان در کنار امکانات آموزشی و پژوهشی از ویژگی‌های منحصربه‌فرد این دانشکده می‌باشد. طبق تغییرات ایجاد شده در روال آموزشی دانشکده از سال ۱۴۰۰ در کنار مقطع کارشناسی سه رشته عنوان شده مقطع کارشناسی ارشد مهندسی مکانیک در گرایش تبدیل انرژی نیز در کنار مقطع کارشناسی ارشد مهندسی پلیمر و مهندسی شیمی نیز توسط این دانشکده جذب می‌شود. همچنین در سال ۱۴۰۱ استادیار رشتهٔ مهندسی مکانیک و مدیر گروه وقت رشته مهندسی مکانیک دانشکده فنی کاسپین، خانم دکتر تارا فریضه به عنوان برگزیدهٔ جشنوارهٔ آموزش دانشگاه تهران انتخاب شدند.

## پیشینه
دانشکده فنی دانشگاه تهران با حدود هشتاد سال قدمت، مهد مهندسی کشور و مادر دانشگاه‌های صنعتی ایران محسوب می‌شود. این دانشکده از آغاز تاکنون با پذیرش استعدادهای برتر، جمع کثیری از دانشمندان و متخصصان کشور را که بسیاری از آنان نقش بسزایی در راه‌اندازی و تداوم حرکت چرخ‌های صنعت کشور و پذیرش مسئولیت‌های سنگین در اداره مملکت دارند، تربیت کرده است.
در راستای سیاست‌های وزارت علوم، تحقیقات و فناوری بایگانی‌شده  در ۳ دسامبر ۲۰۰۳ توسط Wayback Machine در جهت کاهش تمرکز فعالیت‌های دانشگاهی در کلان‌شهرها و کاهش فاصله مناطق برخوردار و محروم و در اجرای سیاست گسترش و توسعه دانشگاه تهران و پردیس دانشکده‌های فنی، دو واحد دانشگاهی به نام‌های دانشکده فنی کاسپین و دانشکده فنی فومن در استان گیلان ایجاد شده است.
لازم به یادآوریست که دانشگاه تهران یک واحد دانشگاهی دارای چندین پردیس و دانشکده است که کلمه پردیس در اینجا ترجمه ای نه چندان دقیق از اصطلاح انگلیسی campus به معنی شعبهٔ دانشگاه می‌باشد. دانشگاه تهران در واقع یک واحد آموزشی multi-campus است. به همین دلیل اصطلاح پردیس در نام دانشکده‌های فنی دانشگاه تهران هیچ گونه ارتباطی با پردیس‌های خودگردان ندارد و پذیرش دانشجو تنها براساس آزمون سراسری و ثبت نام در این پردیس بدون دریافت هیچگونه هزینه آموزشی و در دورهٔ روزانه و از میان داوطلبان برتر آزمون سراسری می‌باشد.
نخستین وروردی این دانشکده در سال تحصیلی ۷۶–۱۳۷۵ با پذیرش دانشجو در رشته تحصیلی مهندسی شیمی و در گرایش صنایع سلولزی، آغاز بکار کرده است. پیش از آغاز سال تحصیلی ۹۰–۱۳۹۱ زمزمه‌های مبنی بر انحلال این دانشکده و عدم حمایت دانشگاه تهران منتشر شد که پس از چندی تکذیب و این دانشکده کماکان به ادامه حیات آموزشی خود می‌پردازد.

## مرکز کامپیوتر
مرکز انفورماتیک این دانشکده نیز در اواخر سال ۹۳ تأسیس شد.
این مرکز به ۴۰ دستگاه رایانه و سرور و تجهیزات پیشرفتهٔ رایانه‌ای مجهز می‌باشد. خوابگاه‌های برادران و خواهران نیز مجهز به سایت کامپیوتر می‌باشند. اتصال به شبکه جهانی اینترنت از طریق دیتا و با سرعت بالا برقرار است.

## آزمایشگاه‌ها و کارگاه‌ها
کارگاه‌های تحقیقاتی در دست احداث:
1. کارگاه تحقیقاتی مهندسی مکانیک

کارگاه‌های آموزشی در دست احداث:
1. کارگاه اتومکانیک
2. کارگاه برق
3. کارگاه جوشکاری
4. کارگاه ماشین ابزار

آزمایشگاه‌های آموزشی:
1. آزمایشگاه مکانیک سیالات
2. آزمایشگاه کنترل فرایند
3. آزمایشگاه عملیات واحد
4. آزمایشگاه فیزیک
5. آزمایشگاه چندمنظوره
6. آزمایشگاه مقاومت مصالح
7. آزمایشگاه دینامیک و ارتعاشات
8. آزمایشگاه ترمودینامیک

آزمایشگاه‌های تحقیقاتی:
1. آزمایشگاه تحقیقات غشایی
2. آزمایشگاه تحقیقات فرایندهای جداسازی و نانوفناوری
3. آزمایشگاه تحقیقات مرکزی و مرکز آنالیز
4. آزمایشگاه تحقیقات انرژی، محیط زیست و مواد نانوساختار
5. آزمایشگاه تحقیقات سلولوزی
6. آزمایشگاه تحقیقات پیشرفته خمیر و کاغذ
7. آزمایشگاه تحقیقات چندفازی[۱۰]

## خوابگاه‌ها
خوابگاه‌های دانشکده فنی کاسپین نیز در شهرک ولی عصر (عج) - چوکا واقع در شهرستان رضوانشهر می‌باشند. خوابگاه خواهران دانشکده فنی کاسپین پردیس دانشکده‌های فنی دانشگاه تهران از سال ۱۳۸۰ تأسیس شده است و دارای ۲ ساختمان ۳ طبقه‌ای و در هر طبقه ۵ واحد ۵۰ متری وجود دارد. خوابگاه برادران دانشکده فنی کاسپین پردیس دانشکده‌های فنی دانشگاه تهران از سال ۱۳۸۰ تأسیس شده است و دارای ۶ طبقه و در هر طبقه ۶ واحد ۷۰ متری وجود دارد.
سالن بدنسازی خوابگاه برادران در سال ۱۳۹۵ تجهیز شده است.
به‌طور کلی خوابگاه‌های این دانشکده از سطح قابل قبولی برخوردار می‌باشد.

## جشنواره عکاسی کاسپیکز
کانون فیلم و عکس دانشکده فنی کاسپین دانشگاه تهران جشنواره عکاسی دانشجویی کاسپیکز را با هدف «تقدیر از نگاه نو»، «دستاوردهای خلاقانه هنری دانشجویان در زمینه‌های عکاسی»، «بررسی دیدگاه‌های متنوع در خلق اثر» و «نمایش مجازی آثار» در دو بخش «عکاسی از طبیعت» و «عکاسی از فضای پیرامون شهری» برگزار گردید که آثار ارسالی توسط دانشجویان توسط دوران در دو بخش «جایزه بهترین عکس در موضوع طبیعت» و «جایزه بهترین عکس در موضوع محیط پیرامون شهری» مورد بررسی قرار گرفت. همچنین جایزه بهترین اثر به انتخاب دانشجویان و رای‌گیری عمومی انتخاب شد.